# Schistidium submuticum
Schistidium submuticum là một loài Rêu trong họ Grimmiaceae. Loài này được Zick. ex H.H. Blom mô tả khoa học đầu tiên năm 1996.